# Andrei Iwanowitsch Melenski
Andrei Iwanowitsch Melenski (russisch Андрей Иванович Меленский, * 1766 in Moskau; † 1. Januar 1833 in Kiew) war ein in Kiew wirkender Architekt des Klassizismus.

## Leben
Er studierte in Moskau und Sankt Petersburg und war zusammen mit Giacomo Quarenghi an der Errichtung von Palästen in Sankt Petersburg beteiligt.
Von Juni 1799 bis März 1829 war Melenski der erste Stadtarchitekt von Kiew und erbaute zahlreiche Gebäude, insbesondere nach dem Großbrand von 1811 im Kiewer Stadtteil Podil.
Er wohnte nahe der Nikolai-Prytyska-Kirche, Chorywa-Straße Nummer 11–13 in Kiew-Podil.

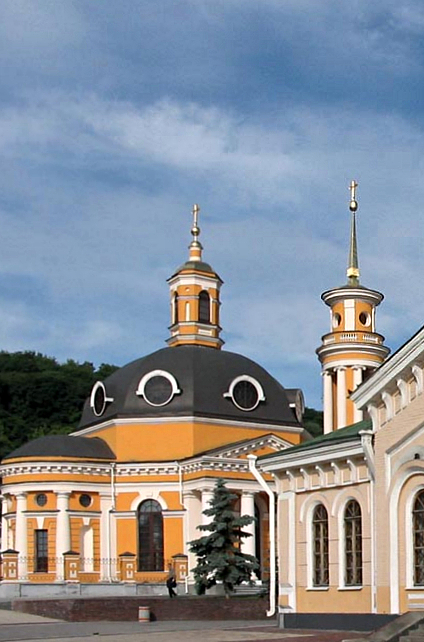
Christi-Geburt-Kirche
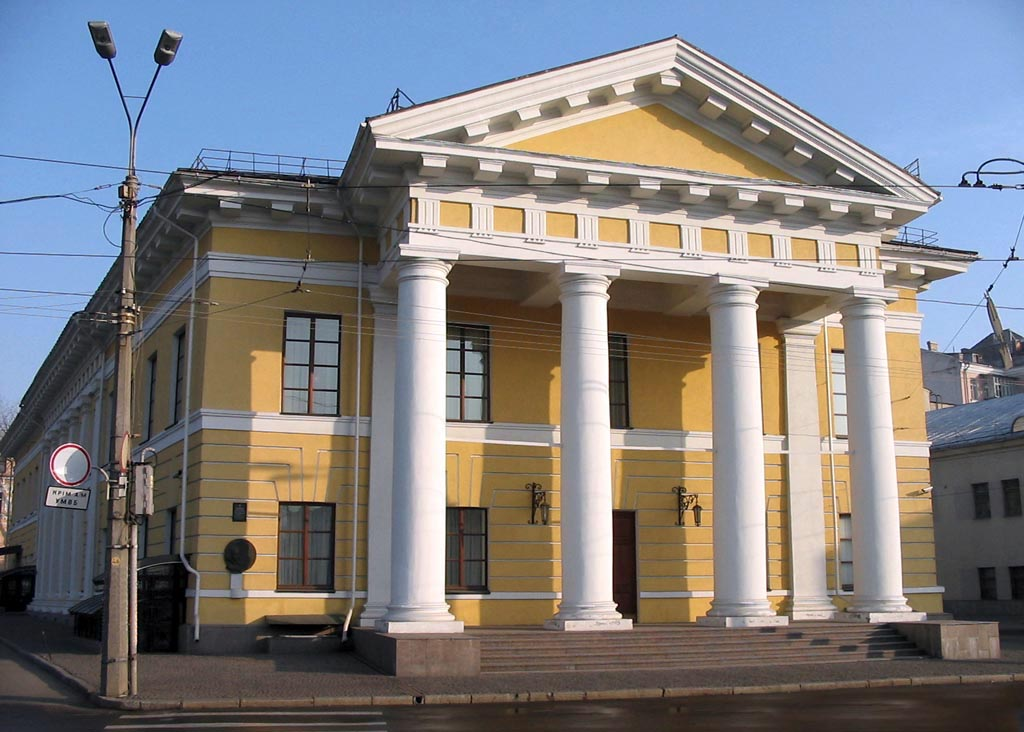
Kontrakthaus
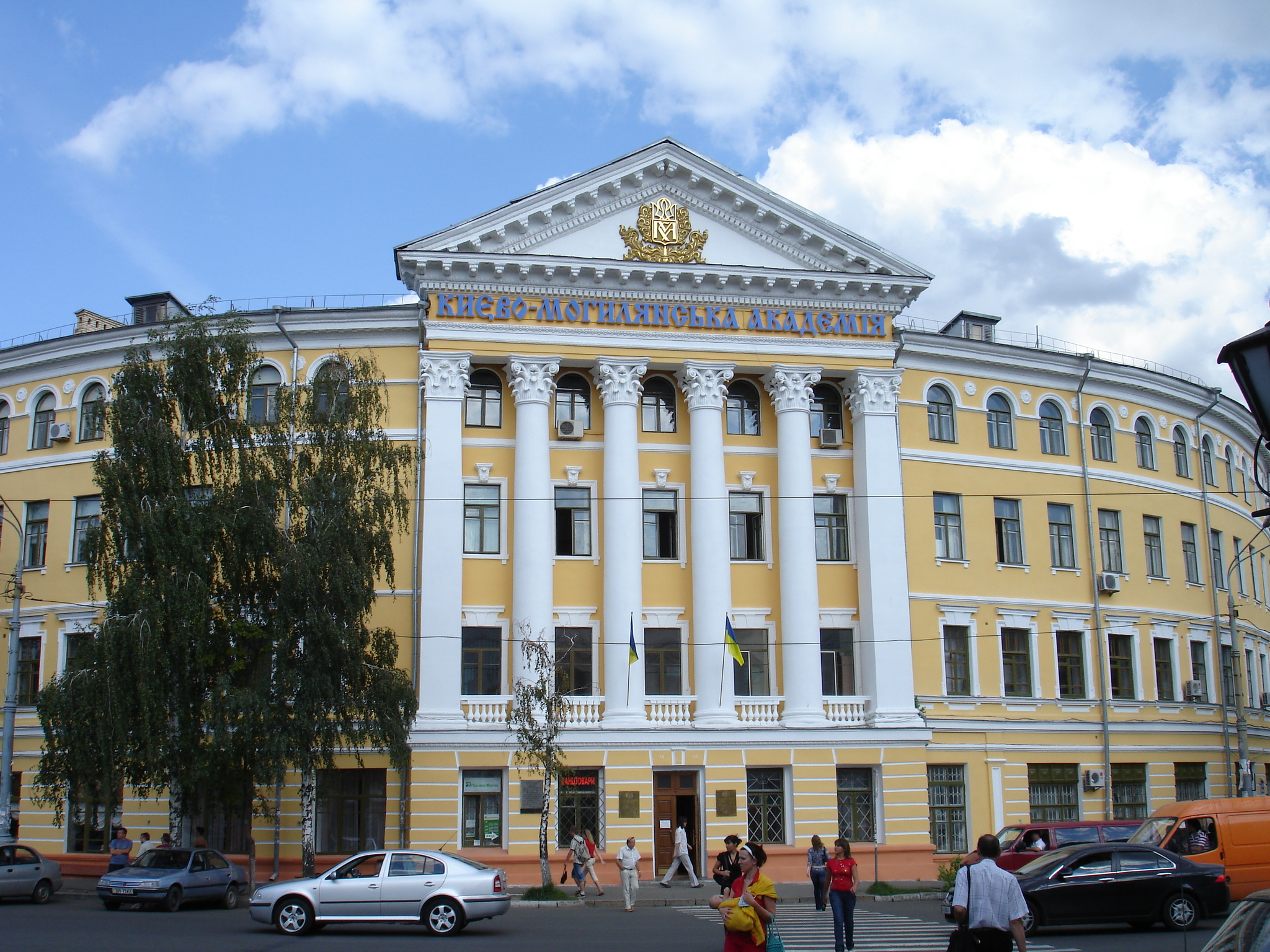
Hauptgebäude der Kiew-Mohyla-Akademie
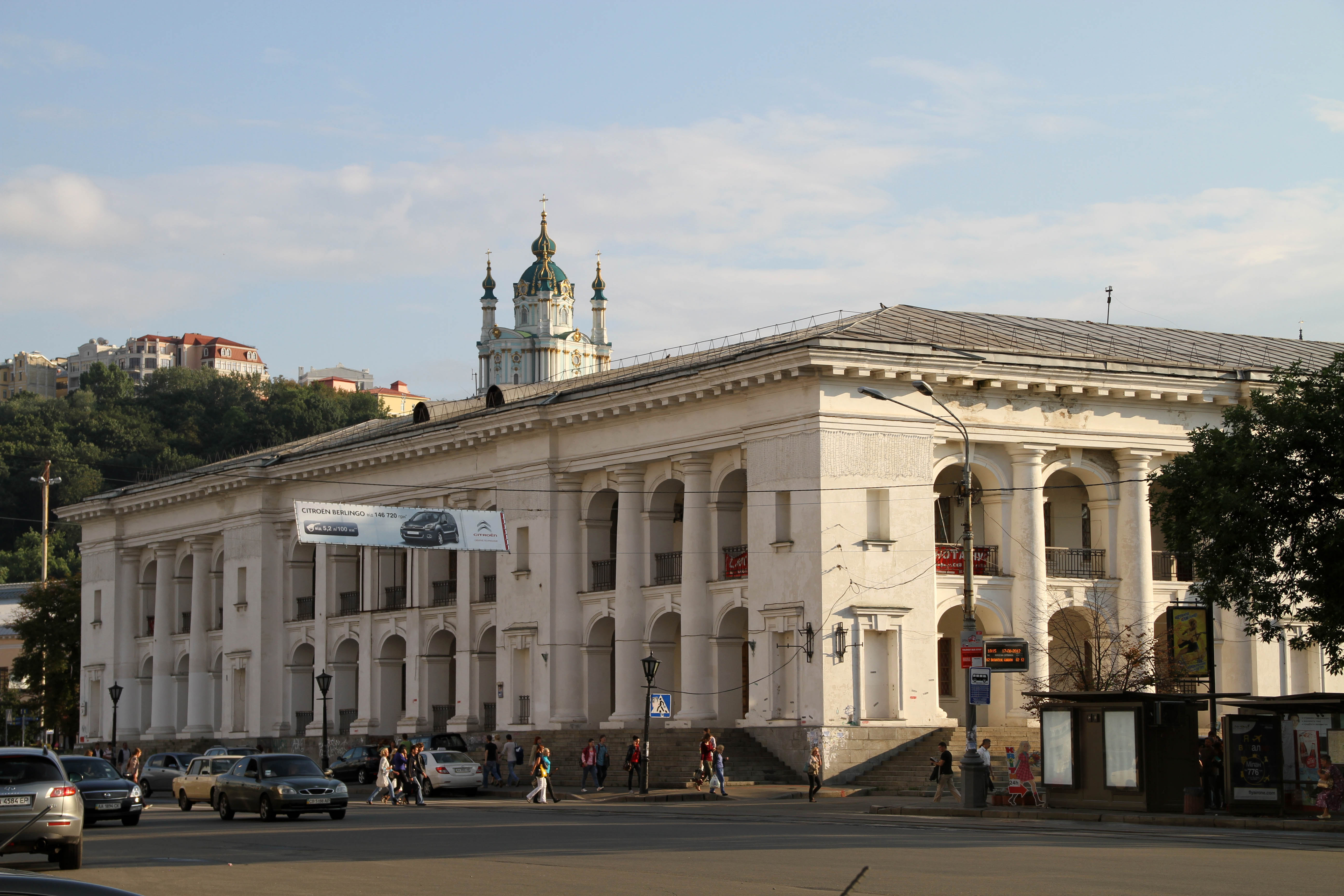
Hostynyj Dwir
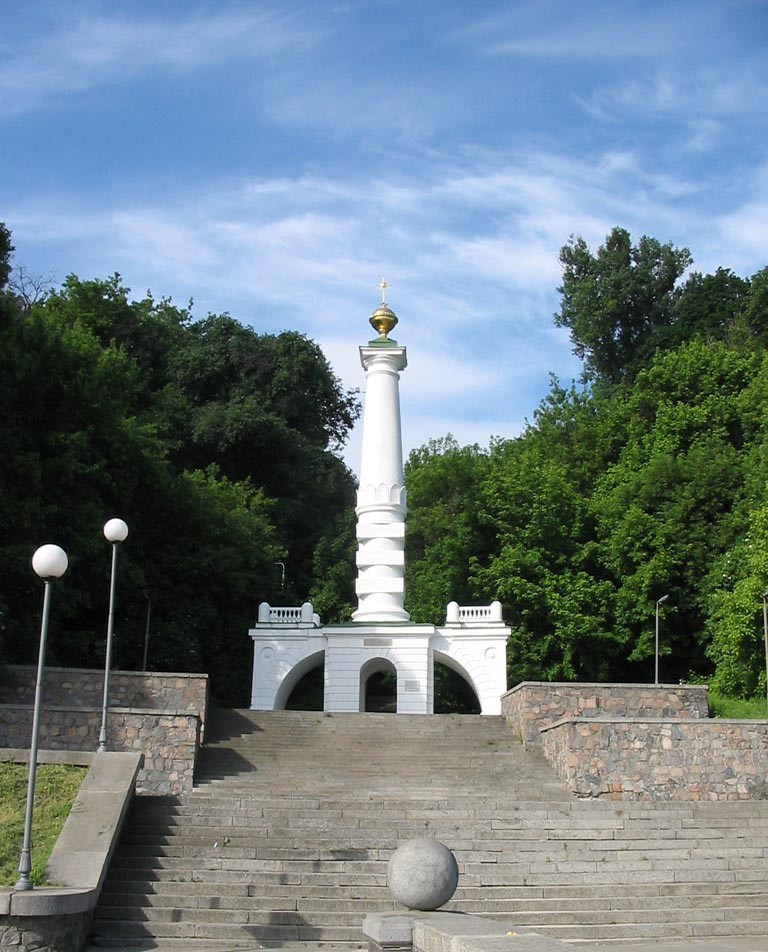
Denkmal für das Magdeburger Recht
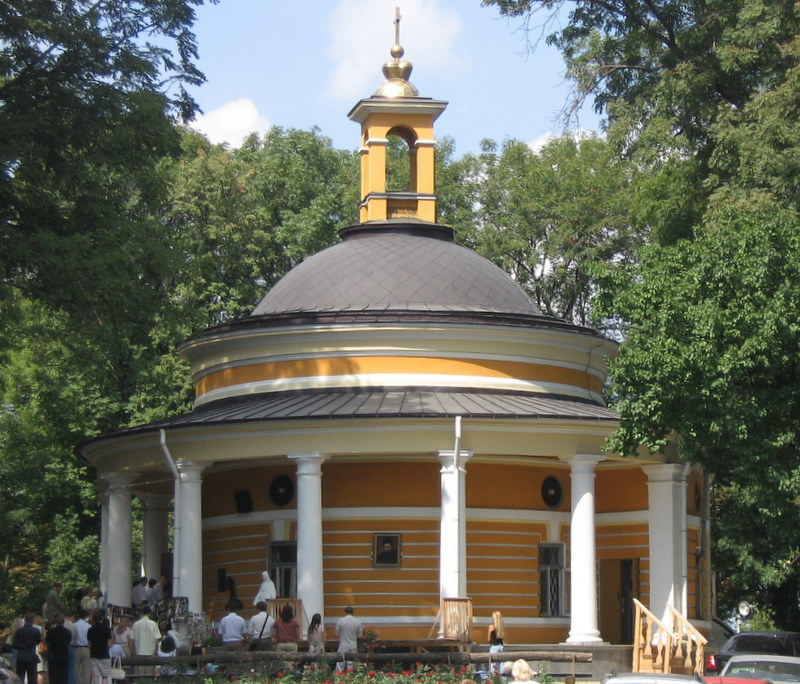
St.-Nikolaus-Kirche auf Askolds Grab

## Werk
Seine herausragendsten Arbeiten waren die Christi-Geburt-Kirche am Postplatz, das Kontrakthaus, das Zentralgebäude der Kiew-Mohyla-Akademie und das Hostynyj Dwir am Kontraktowa-Platz, die Kreuzerhöhungskirche und das Denkmal für das Magdeburger Recht, alle in Podil sowie die St.-Nikolaus-Kirche auf Askolds Grab.